# The Hucksters
The Hucksters is een Amerikaanse dramafilm uit 1947 onder regie van Jack Conway.

## Verhaal
De film gaat over een man die na dienst te hebben gedaan in het leger tijdens de Tweede Wereldoorlog, terug naar zijn oude baan als reclameman gaat. Hij wordt echter gehinderd door de emotionele bagage die de oorlog met zich mee heeft gebracht.

## Rolverdeling
| Acteur             | Personage            |
| ------------------ | -------------------- |
| Clark Gable        | Victor Albee Norman  |
| Deborah Kerr       | Kay Dorrance         |
| Sydney Greenstreet | Evan Llewellyn Evans |
| Adolphe Menjou     | Mijnheer Kimberly    |
| Ava Gardner        | Jean Ogilvie         |
| Keenan Wynn        | Buddy Hare           |
| Edward Arnold      | David Lash           |
| Aubrey Mather      | Mijnheer Glass       |
| Richard Gaines     | Cooke                |
| Frank Albertson    | Max Herman           |
| Douglas Fowley     | Georgie Gaver        |
| Clinton Sundberg   | Michael Michaelson   |
| Gloria Holden      | Mevrouw Kimberly     |
| Connie Gilchrist   | Betty                |
| Kathryn Card       | Regina Kennedy       |